# باتريك هيلاند
باتريك هيلاند (بالإنجليزية: Patrick Hyland)‏ مواليد 16 سبتمبر 1983 في دبلن، جزيرة أيرلندا، هو ملاكم محترف أيرلندي يصنف ضمن فئة وزن الريشة بدأ مسيرته الاحترافية سنة 2004 حيث انتصر في نزاله الأول.

## المسيرة الاحترافية
من نزالاته:
- خسر أمام غاري راسل جونيور بالضربة القاضية (16-04-2016).

## إحصائيات
خاض خلال مسيرته 34 نزالا، فاز في 31 وخسر في 3. فاز بالضربة القاضية في 15 نزالا.

## روابط خارجية
- باتريك هيلاند على موقع بوكس ريك (الإنجليزية) (registration required)